# Cheikh Hadjibou Soumaré
Cheikh Hadjibou Soumare, född 1951 i Dakar och var premiärminister i Senegal mellan den 19 juni 2007 och den 30 april 2009.
Han är gift och har två barn.